# Fotobiografie
De Fotobiografie van Willem Frederik Hermans is een autobiografisch geschrift dat aan de hand van foto's het leven van de schrijver illustreert.

## Geschiedenis
In 1969 verscheen bij uitgeverij Thomas Rap de Fotobiografie van de schrijver Willem Frederik Hermans (1921-1995). Hierin had Hermans foto's en facsimiles verzameld van documenten die betrekking hadden op zijn leven en zijn voorgeslacht. Bij de documenten verschenen verklarende teksten van zijn hand. De uitgave vond in 1975 navolging met Mijn getijdenboek van Harry Mulisch.

### Uitgave
De uitgave uit 1969 bij Rap werd uitgegeven naar een idee van Jaco Groot. De uitgave werd gezet uit de letter Van Dijck en gedrukt door drukkerij Hooiberg te Epe en in halfleer gebonden door Van Rijmenam te Den Haag.
In 2003 verscheen van de uitgave een fotografische herdruk; deze uitgave "op veler verzoek" (blijkens het colofon) verscheen opnieuw bij Rap, gedrukt door dezelfde drukker en eveneens gebonden in halfleer in een "eenmalige, gelimiteerde en genummerde oplage van 1.000 exemplaren". Van deze herdruk verscheen een aantal, mogelijk XXV, romeins genummerde exemplaren.